# 索尔斯泰恩·保尔松
索尔斯泰恩·保尔松（發音：[ˈθɔr̥steitn ˈpʰaulsɔn]；1947年10月29日—），是冰岛总理（1987年7月—1988年9月）。1983年到1991年领导独立党，后被副主席、雷克雅未克市长戴维·奥德森在党内选举中击败。
1983年到1999年当选阿尔庭(冰岛议会)南部地区议员，1985年到1987年任财政部长，1991年在达维兹·奥德松的政府中任渔业部长和司法与教会事务部长，一直到1999年。随后他在伦敦、哥本哈根任大使。2006年和2009年期间在冰岛《每日新闻》(Fréttablaðið)报社任编辑。